# Diadema de Jorge IV

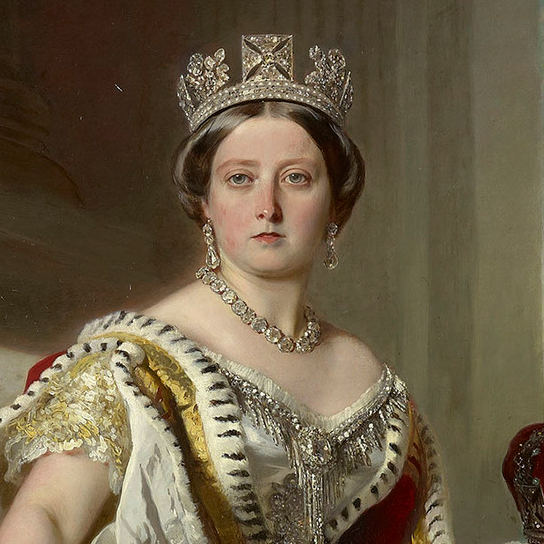
Rainha Vitoria usa o diadema em 1839

Diadema de Estado de Jorge IV, oficialmente Diadema de Diamante, é uma coroa feita em 1820 ao rei Jorge IV (r. 1820–1830). Foi usada pela rainha Vitoria (r. 1837–1901) em sua cerimônia de coroação e a rainha Isabel II (r. 1953–2022) usava-a em aberturas do parlamento.  Quando não está em uso, o diadema é exibido na Galeria da Rainha no Palácio de Buckingham.

## Origem

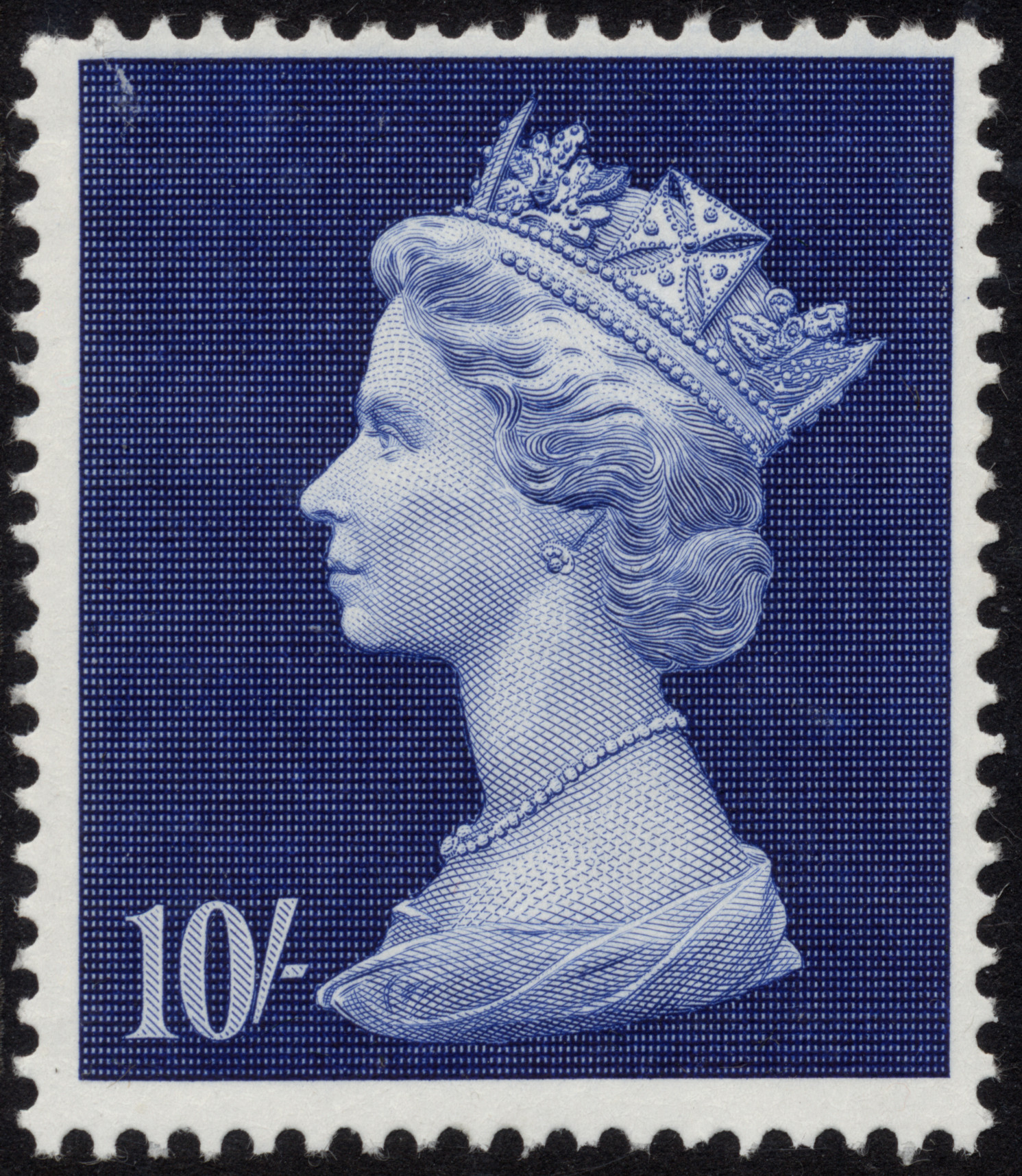
A Rainha Elizabeth II retratada utilizando o Diadema de Estado para os selos oficiais do governo britânico.

Jorge IV encomendou a Rundell & Bridge para fazer o diadema em 1820 a um custo de £ 8.216. A taxa incluiu uma taxa de aluguel de £ 800 para os diamantes, mas não há provas de que eles nunca foram devolvidos aos joalheiros. Jorge usava o diadema sobre seu barrete de veludo na procissão para sua coroação na Abadia de Westminster.

## Descrição
A estrutura de ouro e prata, medindo 7,5 centímetros de altura e 19 em diâmetro, é decorada com 1 333 diamantes pesando um total de quilates (64 gramas), incluindo um diamante amarelo de quatro quilates na cruz pátea frontal. Junto da base há duas fileiras de pérolas. Originalmente, a fileira superior tinha 86 pérolas e a inferior 64, mas foram alteradas para 81 e 88 em 1902. Em vez da flor-de-lis heráldica geralmente vista em coroas britânicas, o diadema tem quatro buques de rosas, cardos e trevos, os símbolos florais da Inglaterra, Escócia e Irlanda respectivamente, alternando com quatro cruzes páteas em torno do topo de sua base.

## Uso
Ele foi usado por toda rainha reinante e rainha consorte desde Adelaide, esposa de Guilherme IV (r. 1830–1837). O diadema foi refeito com jóias da coleção real de Vitória (r. 1837–1901). Isabel II (r. 1952-2022) usou o diadema na procissão para sua coroação em 1953 e também a usa na procissão à anual Cerimônia de Abertura do Parlamento. Quando não está em uso, o diadema é exibido na Galeria da Rainha no Palácio de Buckingham.

## Em arte, selos e moeda
A joia icônica apareceu em muitos retratos da rainha, incluindo um pintado por Lucian Freud em 2001 e um de Raphael Maklouf em 1984 que aparece na cunhagem da Comunidade das Nações. Arnold Machin projetou retrato anterior na década de 1960 que foi usado em moedas e na série Machin de selos postais no Reino Unido.